# Коттл (округ, Техас)
Шаблон:StateAbbr_ 34°05′ пн. ш. 100°16′ зх. д. / 34.08° пн. ш. 100.27° зх. д.
Округ Коттл (англ. Cottle County) — округ (графство) у штаті Техас, США. Ідентифікатор округу 48101.

## Історія
Округ утворений 1892 року.

## Демографія
За даними перепису 2000 року загальне населення округу становило 1904 осіб, усе сільське. Серед мешканців округу чоловіків було 887, а жінок — 1017. В окрузі було 820 домогосподарств, 550 родин, які мешкали в 1088 будинках. Середній розмір родини становив 2,84.
Віковий розподіл населення поданий у таблиці:
| Стать    | До 15 років | 15-21 | 22-29 | 30-39 | 40-49 | 50-65 | 65-85 | Понад 85 |
| -------- | ----------- | ----- | ----- | ----- | ----- | ----- | ----- | -------- |
| Чоловіки | 184         | 91    | 45    | 105   | 123   | 145   | 166   | 28       |
| Жінки    | 182         | 65    | 59    | 115   | 130   | 173   | 240   | 53       |

## Суміжні округи
- Чайлдресс — північ
- Гардеман — північний схід
- Форд — схід
- Кінг — південь
- Мотлі — захід
- Голл — північний захід

## Виноски
1. ↑  http://www.tshaonline.org/handbook/online/articles/hcc24
2. ↑  U.S. Decennial Census. United States Census Bureau. Архів оригіналу за 26 квітня 2015. Процитовано 21 квітня 2015.
3. ↑  Texas Almanac: Population History of Counties from 1850–2010 (PDF). Texas Almanac. Архів оригіналу (PDF) за 26 лютого 2015. Процитовано 21 квітня 2015.
4. ↑  State & County QuickFacts. United States Census Bureau. Архів оригіналу за 17 лютого 2016. Процитовано 9 грудня 2013.(англ.) Наведено за англійською вікіпедією.
5. ↑  American FactFinder. Бюро перепису населення США. Архів оригіналу за 29 липня 2011. Процитовано 31 січня 2008.

| США | Це незавершена стаття з географії США. Ви можете допомогти проєкту, виправивши або дописавши її. |